# Dámghán
Dámghán (persky دامغان)‎) je město v Semnánské provincii na severu Íránu. V roce 2012 měl dvaašedesát tisíc obyvatel.

## Poloha a doprava
Dámghán se nachází na Íránské vysočině na severním okraji Velké solné pouště na trase mezi Teheránem a Mašhadem. Po této trase tudy vede rychlostní silnice 44 spojující obě města a železniční trať Garmsár–Mašhad, která se v Garmsáru připojuje na Transíránskou železnici z Teheránu.

## Rodáci
- Fát Alí Šáh (zhruba 1771–1834), perský šáh